# Manhattan Skyline
Manhattan Skyline è un singolo del gruppo musicale norvegese a-ha, pubblicato nel 1987 ed estratto dall'album Scoundrel Days.
Il brano è stato composto da Pål Waaktaar e Magne Furuholmen, mentre il testo è del solo Waaktaar.

## Tracce
- 7"

1. Manhattan Skyline (Single Edit) - 4:21
2. We're Looking for the Whales (Edit) (Live in Croydon) - 3:50